# Fais-moi une place (chanson)
Pour les articles homonymes, voir Fais-moi une place.
Singles de Julien Clerc
Les Menhirs
(1988) Fille de feu
(1990)
Pistes de Fais-moi une place
Foutu
(6) Petit pois lardons
(8)
Fais-moi une place est une chanson composée et interprétée par Julien Clerc, sur des paroles de Françoise Hardy, parue en janvier 1990 sur l'album homonyme. La chanson remporte la Victoire de la chanson de l'année lors des Victoires de la musique en 1991.

## Historique
Françoise Hardy enregistre sa propre version sur la compilation Vingt ans vingt titres, sortie en 1989 (qu'elle envisage à l'époque comme la conclusion de sa carrière discographique), tout en précisant qu'elle trouvait la version de Julien Clerc parfaite, et que cet enregistrement était juste motivé par son amour de cette chanson.
La chanson est reprise en 2014 par Maurane et Christophe Willem pour l'album Kiss & Love à l'occasion des 20 ans de Sidaction.

## Liste des titres
France 45 tours (1990)
| No | Titre              | Paroles             | Musique      | Durée |
| -- | ------------------ | ------------------- | ------------ | ----- |
| 1. | Fais-moi une place | Françoise Hardy     | Julien Clerc | 3:35  |
| 2. | Gare à la casse    | Jean-Claude Vannier | Julien Clerc | 3:52  |

## Classements

### Classements hebdomadaires
| Classement (1990)                      | Meilleure position |
| -------------------------------------- | ------------------ |
| Belgique (Flandre Ultratop 50 Singles) | 43                 |
| France (SNEP)                          | 8                  |